# Paso de las Palmas
Paso de las Palmas är en ort i Mexiko.   Den ligger i kommunen Compostela och delstaten Nayarit, i den centrala delen av landet, 700 km väster om huvudstaden Mexico City. Paso de las Palmas ligger 24 meter över havet och antalet invånare är 409.
Terrängen runt Paso de las Palmas är kuperad åt sydost, men åt nordväst är den platt. Runt Paso de las Palmas är det ganska tätbefolkat, med 54 invånare per kvadratkilometer. Närmaste större samhälle är Las Varas, 1,8 km söder om Paso de las Palmas. I omgivningarna runt Paso de las Palmas växer i huvudsak lövfällande lövskog.